# Jijō wo Shiranai Tenkōsei ga Guigui Kuru.
Jijō wo Shiranai Tenkōsei ga Guigui Kuru. (事情を知らない転校生がグイグイくる。?  lit. Un estudiante transferido que no sabe la situación que se avecina.), también conocida como My Clueless First Friend en inglés, es una serie de manga japonesa escrita e ilustrada por Taku Kawamura. Comenzó a publicarse en la revista de manga shōnen Gekkan Gangan Joker de Square Enix desde el 22 de mayo de 2018, con sus capítulos recopilados en veinte volúmenes tankōbon hasta el momento. Una adaptación a serie de anime producida por Studio Signpost se estrenó el 9 de abril de 2023.

## Argumento
Una niña de quinto grado, solitaria y triste, es el blanco de las burlas de sus compañeros de clase, hasta que un nuevo chico entra en escena. El simpático Takada es tan despistado como bienintencionado, lo suficiente como para derretir su congelado corazón.

## Personajes
Akane Nishimura (西村 茜 Nishimura Akane?)
 Seiyū: Konomi Kohara
Protagonista femenina. De muy niña siempre le costó hacer amigos por su timidez, retraimiento y apariencia, recibiendo frecuentemente el apodo de "La Parca" (Shinigami (死神?)) de parte de sus compañeros. Pero la aparición de Takada de a poco fue borrando sus miedos y le permitió comenzar a hacer amigos, ruborizandose por cada cumplido que el le dice.
Taiyō Takada (高田 太陽 Takada Taiyō?)
 Seiyū: Shizuka Ishigami
Protagonista masculino. Estudiante nuevo en el curso al que asiste Nishimura. Cuando descubre el apodo que le dieron a ella, inmediatamente buscaba hacerse su amigo para que, según él, le transfiera sus poderes de Parca, actuando de un modo similar a un Chūnibyō. Pero al ir conociéndola mejor, sus cumplidos pasan a ser más hacia las actitudes y belleza de Nishimura, sin darse cuenta en un principio que se estaba enamorando de ella (ni que ella se estaba enamorando de él).
Daichi Hino (日野 大地 Hino Daichi?)
 Seiyū: Kengo Kawanishi
Umi Adachi (安達 海美 Adachi Umi?)
 Seiyū: Reina Kondō
Yukiko Takada (高田 雪子 Takada Yukiko?)
 Seiyū: Atsumi Tanezaki
Sumire Kasahara (笠原 すみれ Kasahara Sumire?)
 Seiyū: Wakana Maruoka
Kotarō Kitagawa (北川 虎太郎 Kitagawa Kotarō?)
 Seiyū: Kōhei Amasaki
Papá de Akane (茜の父 Akane no Chichi?)
 Seiyū: Jun Fukuyama

## Contenido de la obra

### Manga
Jijō wo Shiranai Tenkōsei ga Guigui Kuru. es escrito e ilustrado por Taku Kawamura. Comenzó a serializarse en la revista de manga shōnen Gekkan Gangan Joker de Square Enix el 22 de mayo de 2018. Square Enix recopila sus capítulos individuales en volúmenes tankōbon. El primer volumen se publicó el 22 de octubre de 2018, y hasta el momento se han lanzado veinte volúmenes.
En julio de 2022, Square Enix Manga & Books anunció que había licenciado el manga para inglés lanzado en Norteamérica. La serie también se publica en línea en la versión en inglés en la plataforma Manga UP! de Square Enix desde julio de 2022.
| Volúmenes de manga publicados | Volúmenes de manga publicados | Volúmenes de manga publicados |
| Número                        | Fecha de lanzamiento          | ISBN                          |
| ----------------------------- | ----------------------------- | ----------------------------- |
| 1                             | 22 de octubre de 2018         | ISBN 978-4-7575-5855-7        |
| 2                             | 22 de febrero de 2019         | ISBN 9784757560253            |
| 3                             | 22 de junio de 2019           | ISBN 978-4-7575-6167-0        |
| 4                             | 21 de octubre de 2019         | ISBN 978-4-7575-6352-0        |
| 5                             | 22 de febrero de 2020         | ISBN 978-4-7575-6529-6        |
| 6                             | 22 de junio de 2020           | ISBN 978-4-7575-6708-5        |
| 7                             | 21 de noviembre de 2020       | ISBN 978-4-7575-6948-5        |
| 8                             | 22 de marzo de 2021           | ISBN 978-4-7575-7162-4        |
| 9                             | 20 de julio de 2021           | ISBN 978-4-7575-7375-8        |
| 10                            | 22 de noviembre de 2021       | ISBN 978-4-7575-7576-9        |
| 11                            | 22 de marzo de 2022           | ISBN 978-4-7575-7825-8        |
| 12                            | 22 de julio de 2022           | ISBN 978-4-7575-8035-0        |
| 13                            | 22 de noviembre de 2022       | ISBN 978-4-7575-8263-7        |
| 14                            | 22 de marzo de 2023           | ISBN 978-4-7575-8476-1        |
| 15                            | 22 de julio de 2023           | ISBN 978-4-7575-8672-7        |
| 16                            | 21 de noviembre de 2023       | ISBN 978-4-7575-8905-6        |
| 17                            | 22 de marzo de 2024           | ISBN 978-4-7575-9114-1        |
| 18                            | 22 de julio de 2024           | ISBN 978-4-7575-9325-1        |
| 19                            | 21 de noviembre de 2024       | ISBN 978-4-7575-9520-0        |
| 20                            | 22 de marzo de 2025           | ISBN 978-4-7575-9759-4        |

### Anime
En noviembre de 2022, se anunció que el manga recibirá una adaptación al anime. Está producido por Studio Signpost y dirigido por Shigenori Kageyama, con guiones escritos por Takafumi Hoshikawa y Shogo Yasukawa, diseños de personajes a cargo de Chikashi Kadekaru y música compuesta por Toshio Masuda. La serie se estrenó el 9 de abril de 2023 en Tokyo MX, entre otros canales. El tema de apertura, «Alcor to Polaris» (アルコルとポラリス?), es interpretado por Reina Kondō, mientras que el tema de cierre, «Kokorone» (ココロネ?), es interpretado por Kitri. Crunchyroll obtuvo la licencia fuera de Asia.